# 3379 Oishi
3379 Oishi (1931 TJ1) là một tiểu hành tinh vành đai chính được phát hiện ngày 6 tháng 10 năm 1931 bởi K. Reinmuth ở Heidelberg.